# ℺
| ウィキペディアには「℺」という見出しの百科事典記事はありません（タイトルに「℺」を含むページの一覧/「℺」で始まるページの一覧）。 代わりにウィクショナリーのページ「℺」が役に立つかもしれません。 |